# مراکش (فیلم ۱۹۳۰)
مراکش (به انگلیسی: Morocco) فیلم درامِ عاشقانهٔ پیشاکدی است به کارگردانی جوزف فون اشترنبرگ و با بازی گری کوپر، مارلین دیتریش و آدولف منژو. فیلم بر اساس رمان اِیمی جالی (در تیتراژ: "بر اساس نمایشنامه اِیمی جالی") نوشته بنو ویگنی و فیلم‌نامه جولز فورتمن ساخته شده است. داستان فیلم دربارهٔ خوانندهٔ کاباره و لژیونری است که در زمان جنگ ریف عاشق هم می‌شوند ولی رابطه‌شان به خاطر رابطه‌های مرد لژیونر با زنان دیگر، و از طرفی پیدا شدن مرد ثروتمندی که او هم عاشق خواننده کاباره می‌شود؛ پیچیده می‌گردد. این فیلم به خاطر صحنه‌ای که در آن دیتریش آهنگی را در حالی که کت و شلوار مردانه ای پوشیده اجرا می‌کند و زنی را در میان تماشاچیان می‌بوسد (هر دو کار در آن زمان جنجال‌برانگیز بودند)، مشهور است.
در جوایز اسکار دیتریش برای بهترین بازیگر نقش اول زن، فون اشترنبرگ برای بهترین کارگردانی، هانس درایر برای بهترین طراحی صحنه و لی گارمس برای بهترین فیلم‌برداری نامزد می‌شوند. در سال ۱۹۹۲ کتابخانه کنگره مراکش را به خاطر «اهمیت فرهنگی، تاریخی و زیبایی شناسانه» برای حفظ و نگهداری در فهرست ملی ثبت فیلم قرار داد.

## خلاصه داستان
در اواخر دهه ۱۹۲۰ در صویره، مراکش واحدی از لژیون خارجی فرانسه از کارزاری برمی‌گردد. در میان لژیونرها سربازی به نام تام براون قرار دارد. در همین حال بر روی کشتی‌ای که به بندر شهر نزدیک می‌شود خواننده ای به نام اِیمی جالی حضور دارد. مرد ثروتمندی به نام لا بسیر سعی می‌کند با او آشنا شود ولی ایمی او را رد می‌کند.
اِیمی در کاباره‌ای اجراکننده اصلی برنامه می‌شود. پس از یکی از برنامه‌ها، به حضار (از جمله لا بسیر و براون) سیب می‌فروشد. زمانی که ایمی به براون «پول خرد» ش را برمی‌گرداند، پنهانی کلید محل سکونتش را به او می‌دهد.
در راه رفتن به خانه ایمی، تام با همسر آجودان سزار رو به رو می‌شود. آن دو به وضوح رابطه‌ای پنهانی با همدیگر دارند که زن مایل به ادامه‌اش است، ولی تام او را طرد می‌کند. او وارد خانه ایمی می‌شود و آن دو با یکدیگر آشنا می‌شوند. او به خاطر خیانت‌های مکرر از زندگی و مردان دلزده است و از تام می‌پرسد که آیا او می‌تواند اعتمادش به مردان را بازگرداند. او پاسخ می‌دهد که آدم این کار نیست. ایمی که نمی‌خواهد دلشکستگی دیگری را تجربه کند از تام می‌خواهد که قبل از آنکه چیز جدی‌ای بین آنها پیش بیاید آنجا را ترک کند.
تام در خیابان بار دیگر با همسر سزار مواجه می‌شود، در حالی که شوهرش در سایه نظاره‌گر آنها است. در همین حال، اِیمی نظرش عوض می‌شود و به دنبال تام می‌آید تا با او به خانه‌اش باز گردد. مادام سزار دو نفر را برای کشتن تام اجیر می‌کند، ولی او موفق می‌شود که هر دو را زخمی کند.
تام روز بعد به جرم زخمی کردن دو بومی به دفتر سزار (که افسر مافوقش است) برده می‌شود. اِیمی با شهادت دادنِ آنکه به آنها حمله شده است به کمک تام می‌آید، ولی سزار در حضور همگی به تام می‌گوید که از ماجرای او و همسرش خبر دارد. لا بسیر که از علاقه‌اش به اِیمی کاسته نشده، از احساس او به تام خبر دارد و پیشنهاد می‌کند از نفوذ خود برای تخفیف مجازات تام استفاده کند. تام به جای آنکه در دادگاه نظامی محاکمه شود، به دسته‌ای به فرماندهی سزار منتقل می‌شود که به زودی به گذرگاه آمالفی اعزام خواهد شد. تام که گمان می‌کند سزار قصد دارد در حین این عملیات از شر او خلاص شود، تصمیم به ترک خدمت و فرار همراه با اِیمی می‌گیرد.
تام به رختکن اِیمی در کلوپ شبانه می‌رود. او قبل از آنکه وارد رختکن شود، از پشت درب پیشنهاد لا بسیر برای ازدواج با اِیمی را، و نپذیرفتن مودبانه او را می‌شنود. تام مودبانه وارد رختکن می‌شود و لا بسیر آن دو را تنها می‌گذارد، تام به اِیمی می‌گوید که اگر همراهش بیاید او سربازی را ترک می‌کند و با کشتی باری عازم اروپا می‌شود. اِیمی موافقت می‌کند که او را همراهی کند و از او می‌خواهد تا پایان اجرای برنامه‌اش صبر کند. وقتی تام تنها می‌ماند، متوجه دستبند گران‌قیمتی می‌شود که لا بسیر برای اِیمی خریده است. گرچه تام او را دوست دارد ولی می‌داند که اِیمی زندگی بهتری با یک مرد ثروتمند خواهد داشت تا با یک لژیونر فقیر. او بر روی آینه می‌نویسد: «نظرم عوض شد. موفق باشی.» و آنجا را ترک می‌کند.
فردا صبح اِیمی همراه با لا بسیر برای خداحافظی با تام به میدان شهر می‌روند. اِیمی از لا بسیر دربارهٔ زنانی می‌پرسد که گروهان را دنبال می‌کنند، و می‌گوید که آنها دیوانه‌اند. لا بسیر پاسخ می‌دهد: «نمی‌دانم. میدانی، آنها مردانشان را دوست دارند.»
در راهِ رفتن به گذرگاه آمالفی، گروهان تام به سنگرِ مسلسلی می‌رسند. سزار به تام دستور می‌دهد که جلو برود؛ تام می‌داند که به یک مأموریت خودکشی فرستاده شده است. تام متوجه می‌شود که سزار نیز قصد دارد که پشت سر او برود. سزار هنگامی که تپانچه‌اش را به قصد کشتن تام بیرون می‌کشد، مورد اصابت گلوله دشمن قرار می‌گیرد و کشته می‌شود.
در صویره، ایمی پیشنهاد ازدواج لا بسیر را می‌پذیرد و سعی می‌کند که دوستش داشته باشد، ولی همچنان به یاد تام است. در مهمانی نامزدی او صدایِ بازگشتِ آنچه از گروهان تام باقی مانده است را می‌شنود. ایمی مهمانی را ترک می‌کند و به او گفته می‌شود که تام زخمی شده و برای بهبودی در بیمارستان مانده است. پس از بازگشت به مهمانی می‌گوید که باید به نزد تام برود، و لا بسیر که دوستش دارد به بیمارستان می‌رساندش. در بیمارستان هنگامی که ایمی برای شناسایی تام مجروحان را بررسی می‌کند یکی از دوستان تام که متوجه ایمی شده و هنگام حضور در کافه او را می‌شناسد به او می گوید که تام تظاهر به زخمی شدن کرده و اکنون در کافه‌ای آن سوی خیابان است، تام که با چاقوی خود مشغول حک نماد عشق و نام ایمی بر روی میز کافه است با متوجه شدن حضور ایمی توسط تعدادی ورق آن را می‌پوشاند، تام به ایمی می‌گوید که فردا قرار است به دسته جدیدی در لژیون بپیوندد و اگر می‌تواند ساعت پنج صبح برای بدرقه او بیاید، ایمی می‌گوید شاید حضور پیدا کند. بعد از احضار لژیونرها توسط فرمانده و خارج شدن تام از کافه، ایمی متوجه حک نماد عشق و نام خود بر روی میز کافه می‌شود و می‌فهمد که تام هنوز به شدت عاشق او است.
ایمی و لا بسیر به بدرقه تام می‌روند. ایمی با مشاهده زنانی که آماده می‌شوند تا در پسِ لژیونرها به راه افتند در یک دو راهی حیران می‌ماند، زندگی در کنار مرد ثروتمند و رفاه کامل که به او دلبستگی ندارد یا همراه شدن با زنانی که عاشق مردان لژیونر خود هستند و به دنبال آنها حرکت می‌کنند، ایمی راه دوم را بر می‌گزیند با لا بسیر وداع می‌کند، کفش‌های پاشنه بلندش را به دور می‌اندازد و در کنار زنانی که با سختی زیاد دسته لژیونرها را همراهی می‌کنند، به دنبال تام در صحرا پیش می‌رود.

## بازیگران
- گری کوپر در نقش لژیونر تام براون

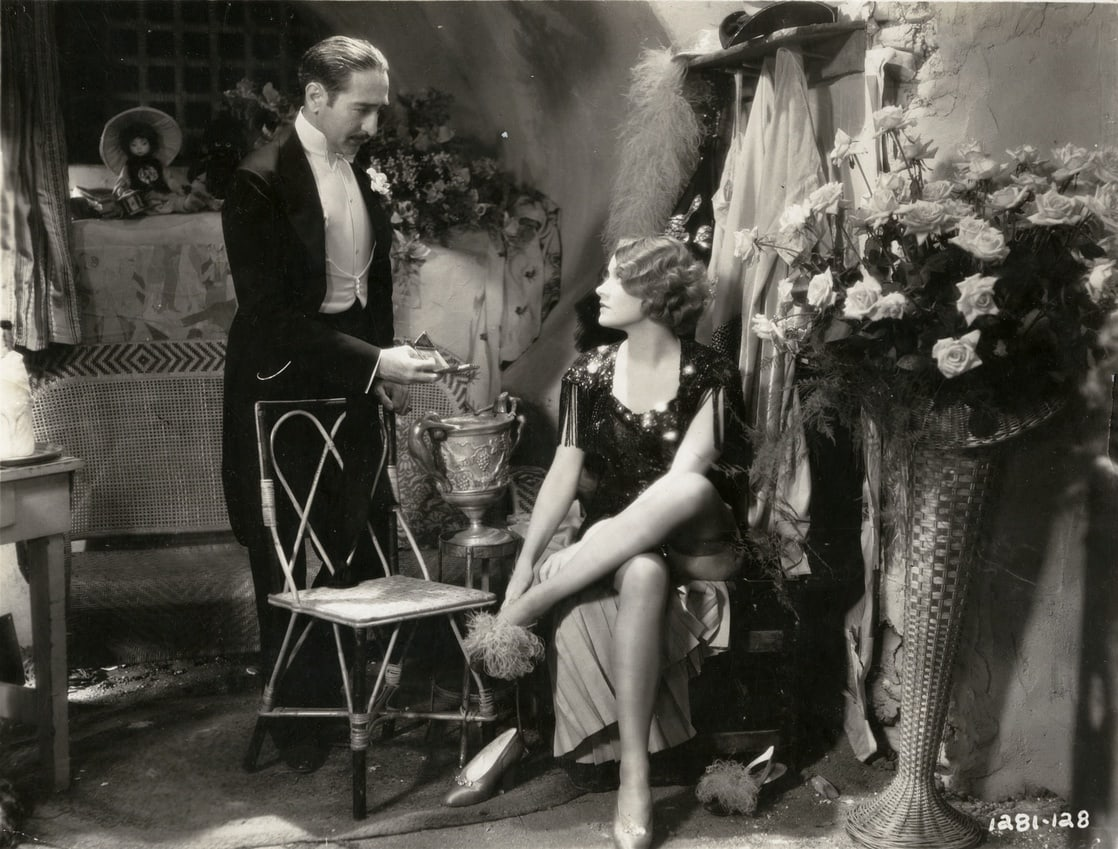
از چپ به راست: لا بسیر (آدولف منژو) و اِیمی جالی (مارلین دیتریش)

- مارلین دیتریش در نقش مادمازل اِیمی جالی
- آدولف منژو در نقش موسیو لا بسیر
- اولریش هاوپت در نقش آجودان سزار
- ایو ساوترن در نقش مادام سزار
- فرانسیس مک‌دانلد در نقش گروهبان تاتوچی
- پل پورکازی در نقش لو تینتو

سایر بازیگران (به ترتیب حضور)
- آلبرت کونتی
- توماس ای. کارن
- امیل شوتار
- مایکل ویزاروف
- جولیت کامپتون
- ترزا هریس[۳]

## پیشینه
حتی قبل از اینکه در بهار ۱۹۳۰ فیلم فرشته آبی با استقبال جهانی رو به رو شود، پارامونت پیکچرز به ستاره جدیدش، مارلین دیتریش، علاقه زیادی پیدا کرده بود. زمانی که ماه ژانویه تولید فیلم در برلین تمام شد، استرنبرگ قبل از نمایش فیلم در آلمان در اول آوریل آن کشور را ترک کرد، با اطمینان از اینکه موفقیش تضمین شده است. چنین می‌گویند که دیتریش نسخه ای از داستان «ایمی جالی» را در هنگام عزیمت استرنبرگ به آمریکا به او هدیه می‌دهد. او و جولز فورتمن فیلمنامه ای بر اساس داستان وینی برای مراکش می‌نویسند.
بر اساس تصاویر آزمایشی فرشته آبی (که هنوز اکران نشده بود)، تهیه‌کننده ای به نام شولبرگ در فوریه ۱۹۳۰ موافقت می‌کند با عقد قراردادی برای دو فیلم دیتریش را به هالیوود بیاورد. زمانی که دیتریش به آمریکا می‌رسد، رولز-رویس سبزی به او هدیه داده می‌شود که در بعضی از صحنه‌های مراکش از آن استفاده شده است.
دیتریش «در اختیار ماشین قدرتمند روابط عمومی پارامونت پیکچرز قرار می‌گیرد» و به «ستاره ای جهانی» تبدیل می‌شود، قبل از آنکه تماشاگران آمریکایی او را در نقش «لولا لولا» در فرشته آبی ببینند (که در سال ۱۹۳۱ در آمریکا به نمایش در می‌آید).

## جوایز
| جایزه                                                 | دسته                   | نامزد                                         | نتیجه    |
| ----------------------------------------------------- | ---------------------- | --------------------------------------------- | -------- |
| ۱۹۳۰ هیئت ملی بازبینی فیلم                            | ده فیلم برتر           | مراکش                                         | برنده    |
| چهارمین دوره جوایز اسکار (آکادمی علوم و هنرهای سینما) | بهترین کارگردانی       | جوزف فون اشترنبرگ برنده: نورمن تاروگ – اسکیپی | نامزدشده |
| چهارمین دوره جوایز اسکار (آکادمی علوم و هنرهای سینما) | نقش اول زن             | مارلین دیتریش برنده: ماری درسلر – مین و بیل   | نامزدشده |
| چهارمین دوره جوایز اسکار (آکادمی علوم و هنرهای سینما) | بهترین طراحی صحنه      | هانس درایر برنده: مکس ری – سیمارون            | نامزدشده |
| چهارمین دوره جوایز اسکار (آکادمی علوم و هنرهای سینما) | بهترین فیلم‌برداری      | لی گارمس برنده: فلوید کرازبی – تابو           | نامزدشده |
| ۱۹۳۲ کینما جونپو                                      | بهترین فیلم زبان خارجی | جوزف فون اشترنبرگ                             | برنده    |
| فهرست ملی ثبت فیلم، ۱۹۹۲                              | فیلم روایی             | مراکش                                         | برنده    |

مراکش در فهرست سال ۲۰۰۲ انستیتوی فیلم آمریکایی در رتبه ۸۳ قرار گرفت.

## یادداشت
1. ↑  Weinberg, 1967. p. 55: "این دیتریش بود که رمان ناشناخته ای را به استرنبرگ پیشنهاد داد "ایمی جالی" (با زیرعنوان "زن مراکش")... که منبع الهامی برای اولین کارِ آن دو در آمریکا بود."
2. ↑  Sarris, 1998. P. 210: "... مارلین دیتریش تا قبل از انتشار مراکش (دسامبر ۱۹۳۰)، بر پرده‌های سینما در آمریکا ظاهر نگشت."
3. ↑  Weinberg, 1967. p. 55: "او به موفقیتی دست پیدا کرد که بعد از (شروع به کار) گاربو، بازیگر زن دیگری به آن دست نیافته بود."

## واژگان
1. ↑  Rif War
2. ↑  B. P. Schulberg